# 슈바벤 동맹

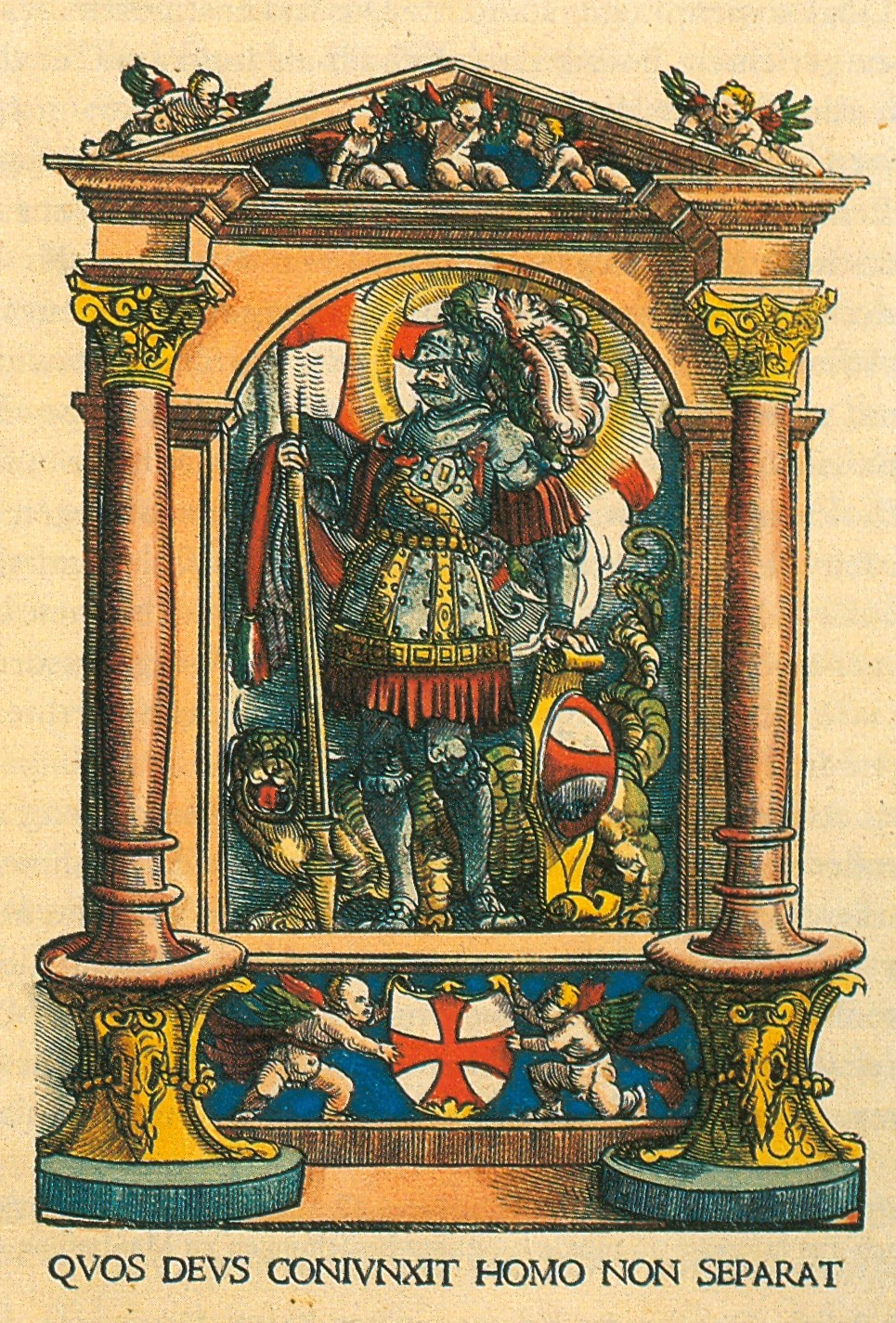
슈바벤 동맹의 문장. 1522년에 제작된 채색 목판화.

슈바벤 동맹(독일어: Schwäbischer Bund)은 1488년에 만들어진, 신성로마제국의 제후국가들―제국자유도시, 성직자 영지, 공국, 기사령 등―의 상호방위동맹이다. 동맹이 결정된 곳은 부족후령인 슈바벤 공국이었으며, 황제 프리드리히 3세가 결성을 명령하고 마인츠 대주교 베르톨트 폰 한네베르크룀힐트가 지원하였다. 슈베반 동맹은 제국 내부의 평화를 유지하는 데 협조했으며 바이에른 공작들의 팽창주의와 남쪽의 스위스의 혁명 운동을 억제했다. 동맹은 정기적인 회합을 가졌으며, 재판소를 후원하고, 보병 12,000명과 기병 1200명의 연합군을 유지했다.
종교개혁이 일어나자 동맹에 가맹한 제후국들 사이에 분열이 일어났고, 그 결과 동맹은 붕괴했다.